# New thought
New thought is een spirituele beweging die in het begin van de 19e eeuw ontstond in de Verenigde Staten. Het is gebaseerd op wijsheden, filosofieën en geloofssystemen van verschillende oorsprong, zoals de oud-Griekse, Romeinse, Egyptische, Chinese, taoïstische, vedische, hindoeïstische en boeddhistische culturen. Daarbij wordt voornamelijk gefocust op de interactie tussen gedachte, geloof en bewustzijn in de menselijke geest, en de effecten hiervan binnen en buiten de menselijke geest. De oorsprong van de new thought-filosofie wordt vaak teruggevoerd tot Phineas Parkhurst Quimby, of zelfs tot Franz Anton Mesmer.

## Overtuigingen
Binnen de new thought-beweging bestaan veel kleinere groepen die zich hebben verenigd in de International New Thought Alliance. De verschillende groepen delen een aantal overtuigingen betreffende metafysica, positief denken, de wet van aantrekking, healing, levensenergie, creatief visualiseren en persoonlijke kracht.
New thought stelt dat het leven, de natuur, het universum, de oneindige intelligentie, de geest of God, alwetend, almachtig en overal aanwezig is. Volgens new thought is het ware menselijke zelf goddelijk (pantheïsme), zijn we allemaal verbonden met elkaar (holisme), zijn gedachten een kracht voor het goede, vindt ziekte zijn oorsprong in de geest en heeft "juist denken" een genezende werking. De geest zou de macht hebben om de werkelijkheid te manifesteren en iemands leven te creëren, inclusief vrede, liefde, gezondheid, rijkdom en creativiteit.
In het algemeen delen hedendaagse aanhangers van de new thought-beweging enkele kernovertuigingen:
1. God of oneindige intelligentie is oppermachtig, universeel en eeuwigdurend;
2. Goddelijkheid bevindt zich in ieder mens, alle mensen zijn spirituele wezens;
3. Het hoogste spirituele principe is elkaar onvoorwaardelijk liefhebben en elkaar onderwijzen en genezen;
4. Onze mentale gesteldheid wordt overgedragen naar manifestatie en wordt onze ervaring in het dagelijks leven.